# Saqueig d'Andratx (1578)
El saqueig d'Andratx fou un atac de corsaris otomans capitanejats per Hassan el Venecià, bei d'Alger, contra la població mallorquina d'Andratx, que tengué lloc dia 2 d'agost de 1578, el dia de la Mare de Déu dels Àngels, essent rei Felip II. Els corsaris aconseguiren saquejar la vila, però els andritxols es refugiaren a la torre i molt pocs foren capturats.
Els fets són commemorats cada any a les festes de la Mare de Déu dels Àngels, amb una sèrie d'actes i celebracions a la vila d'Andratx i un simulacre històric de Moros i Cristians que se celebra a Sant Elm (malgrat que el desembarcament es produí al Port d'Andratx).

## Antecedents
La monarquia Hispànica havia culminat la conquesta de la Península Ibèrica amb la Conquesta de Granada el 1492, que havia continuat la seva expansió al sud conquerint Massalquevir, Orà, Bugia i Trípoli. Aquesta expansió col·lidí amb l'Imperi Otomà, que també havia dirigit els seus interessos en la Barbaria, i el 1516 havia capturat Alger. L'imperi otomà estengué la pràctica del cors per la Mediterrània Occidental amb la intenció d'atacar els punts claus per la navegació de la Mar Balear en la seva guerra contra la Monarquia Hispànica, però també per aterrir la població i imposar la sensació que eren els senyors de la Mediterrània. A mitjan segle xvi, la mar Mediterrània havia esdevengut un centre de lluita entre els dos grans sobirans del moment: Carles V i Solimà el Magnífic.

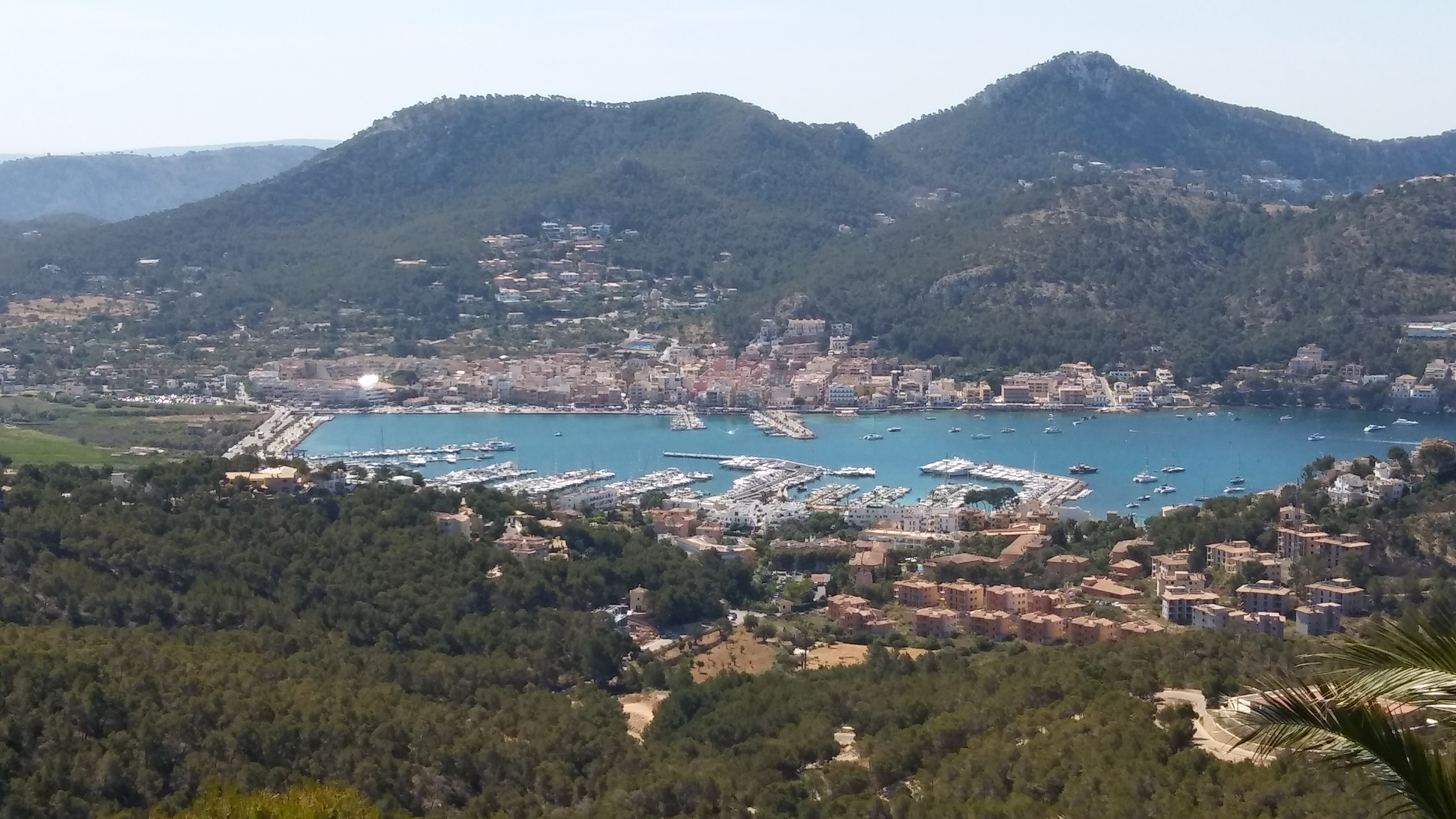
El Port d'Andratx, on desembarcaren els corsaris

Andratx fou la vila mallorquina més castigada pels atacs dels corsaris moriscs. Ja al segle xv, abans de la influència de l'imperi otomà, havia rebut diversos atacs de pirates berberescos. Posteriorment, ja sota les ordes de la Sublim Porta, els andritxols havien patit ràtzies el 1519, el 1531, el 1553 i el 1555.

## La ràtzia
El 2 d'agost de 1578, un estol de 24 galeres i galiotes amb 1200 corsaris arribaren al Port de la Grua (indret no identificat, però amb tota seguretat situat dins el Port d'Andratx) dues hores abans de la sortida del sol. Guiats per una sèrie de renegats mallorquins, i principalment per l'andritxol Baltasar Bas, de malnom «Colles», estaven informats que la vila seria buida d'homes en edat d'armes, perquè era dissabte i molts eren a la ciutat a vendre al mercat; tampoc no hi era el capità d'Andratx, Francesc Desmàs. Potser per aquest motiu mateix els guardes de la costa no els veieren, i no pogueren avisar els vilatans amb prou antelació.
Els turcs arribaren a la vila, i els andritxols abandonaren les llars i es replegaren a la torre de l'església (o a la torre de la vila), fortificada anys enrere després de les incursions patides. Els corsaris començaren a saquejar tota la vila, però els de la torre, disparant-los insistentment amb esmerils i escopetes, els feren gran dany i els forçaren a retirar-se al Torrentó. A la fi, per una negligència es pegà foc a la torre; els moros se'n temeren i reprengueren el saqueig i el pillatge, fent 25 captius.

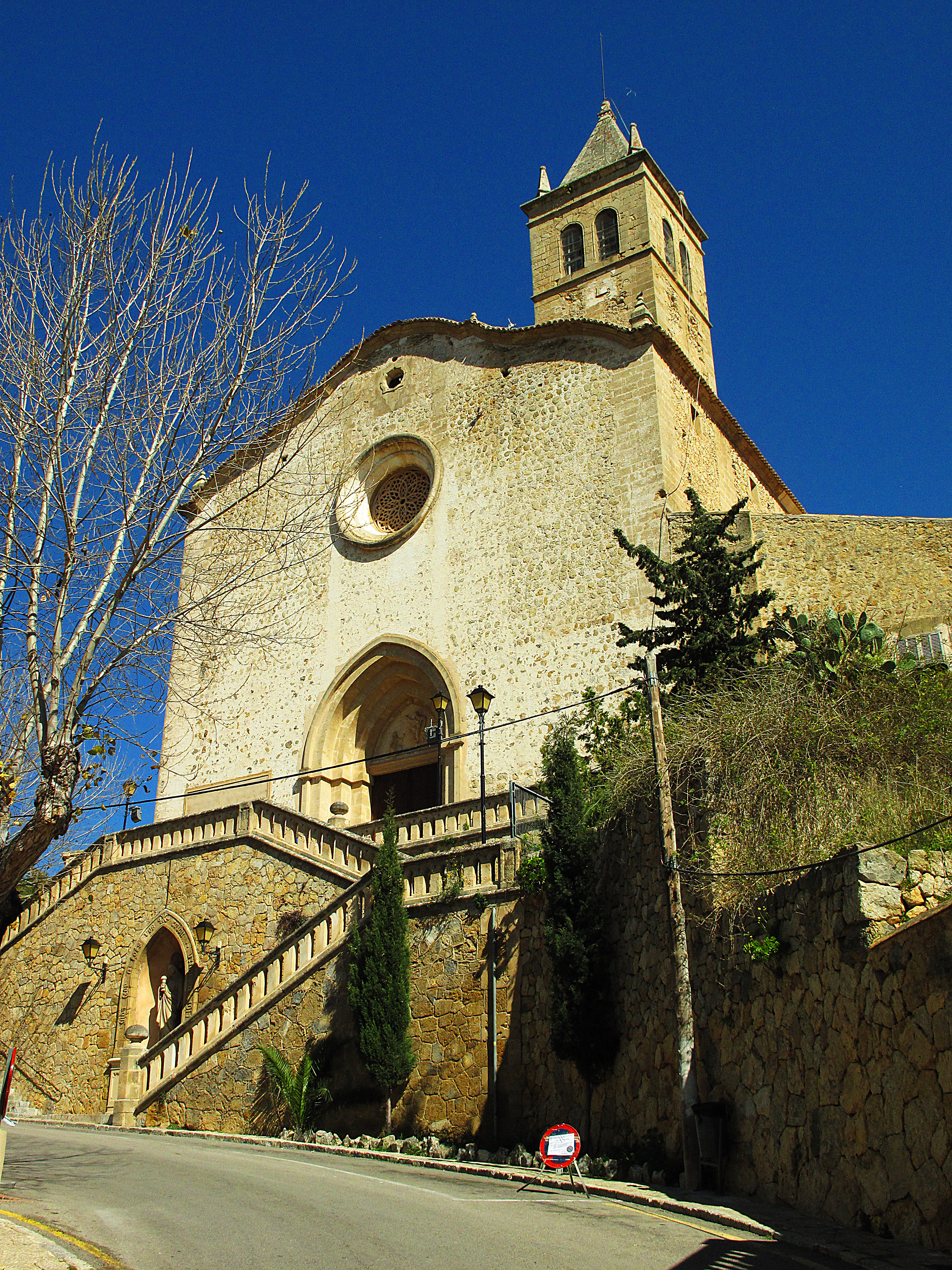
L'església, on es refugiaren els andritxols

De tornada cap als vaixells, l'arribada d'arcabussers i la cavalleria a la vila els tallà la retirada, i els andritxols aconseguiren capturar 13 corsaris.

## Conseqüències
Després de l'atac, els corsaris es dirigiren cap a Eivissa, on atacaren la vila d'Eivissa i saquejaren el barri de la Marina capturant 120 captius.
El balanç de l'assalt a Andratx fou de 25 andritxols capturats pels corsaris, els quals, al seu torn, patiren 23 baixes: 10 morts i 13 captius.
Com a resultat de les nombroses incursions pirates que patia l'illa, entre les quals aquesta d'Andratx, el virrei de Mallorca resolgué la construcció de tot un sistema de torres de guaita, entre les quals la torre de la Mola del Port, que jugà un paper important en l'atac de 1643.